# J. B. Hunt
J. B. Hunt est une entreprise américaine de transport de marchandises.

## Activités
- Transport intermodal.

- Transport personnalisés.

- Logistique.

- Chargements.

## Principaux actionnaires
Au 24 mars 2020.
| Johnelle D. Hunt                    | 17,3% |
| T. Rowe Price Associates            | 16,0% |
| The Vanguard Group                  | 9,54% |
| Garcia Hamilton & Associates        | 4,13% |
| Atlanta Capital Management          | 3,93% |
| SSgA Funds Management               | 3,39% |
| Wellington Management               | 2,90% |
| Lone Pine Capital                   | 2,67% |
| Barrow, Hanley, Mewhinney & Strauss | 2,41% |
| Scout Capital Management            | 2,21% |